# Seven Luis Casali Casanave
El Seven Luis Casali Casanave es un torneo oficial de Rugby 7 o Seven a Side correspondiente al Circuito de Seven a Side Arusa y es organizado por COBS.

## Campeones
| Año  | Copa | Campeones |
| ---- | ---- | --------- |
| 2013 |      | Old Reds  |
| 2013 |      | Seminario |
| 2013 |      | Alumni    |

| Año  | Copa | Campeones |
| ---- | ---- | --------- |
| 2014 |      | COBS      |
| 2014 |      |           |
| 2014 |      |           |

- 2008: Universidad Católica
- 2009: COBS
- 2010: Old Georgians
- 2011: COBS
- 2012: Sporting RC
- 2013: Old Reds
- 2014: COBS
- 2015: Stade Francais
- 2016: Old Boys
- 2017: Old Boys
- 2018: Old Georgians